# Shortsville
Shortsville est un village américain situé dans le comté d'Ontario au sein de l'État de New York.

## Géographie
Située dans la région des Finger Lakes, la municipalité s'étend sur 0,67 mille carré (1,74 km2).

## Histoire
Le village est fondé en 1804 par Theophilus Short sous le nom de Short Mill ou Short's Mills (« le moulin de Short »). Plusieurs industries s'y implantent et Shortsville devient une municipalité en 1889 (avec le statut de village),.

## Démographie
Lors du recensement de 2010, sa population est de 1 439 habitants.